# Roláž
Roláž patří k základním technikám koláže. Spočívá v rozřezání jednoho nebo více obrázků na proužky a nalepení v novém prostorovém uspořádání. Výtvarného účinku je dosaženo rozvinutím původního obrazu v ploše, vzájemným prolnutím dvou obrazů, dynamickým posunem, vytvořením nového neiluzivního prostoru. Název je odvozen od slova roleta - plechová svinovací ochrana výkladní skříně, často pomalovaná.

## Historie
Roláž je ve světovém umění spojována zejména se jménem Jiřího Koláře, který je autorem této techniky a její název zvolil záměrně, aby nebyla zaměňována s obdobnými pokusy Bauhausu nebo fotoexperimentu Johna Mc Halla. První Kolářovou roláží byl Hellichův portrét Boženy Němcové
Kolář uvádí sedmnáct variant vlastní metody: vertikální, horizontální, kvadrátní, zkosené, porušené, elementární, dvoudimensní, trojdimensní, bez dimensí, multiplicitní, kinetické, chaotické, palindromní, členité, smyčkové, zborcené, vzájemné.

## Základní druhy

### Plošná dvourozměrná roláž

#### Jednoobrazová roláž
Několik listů jediné reprodukce je rozřezáno na stejně široké proužky, pokaždé s mírným posuvem a jejich kombinace je slepena jako roláž. Výsledkem je několikanásobné rozvinutí původního obrazu v ploše (Jiří Kolář, Pocta Cecílii Gallerani, 1989). Při slepení proužků posunutých navzájem do stran nebo změnou jejich orientace vzniká kinetický efekt - navození dojmu pohybu (multiplicitní, kinetické, zkosené roláže) nebo abstraktní kompozice geometrických prvků (Jiří Kolář, Pocta Mondrianovi, 1964). Multiplikace obrazu a vnesení neklidu jsou hlavním cílem autora.
Podobným způsobem lze zacházet i s textem (Jiří Kolář, Zlatá Praha, 1961-62)
Obraz rozřezaný do konických pruhů lze znovu sestavit jako cirkulární roláž (Jiří Kolář, Spící, 1964)

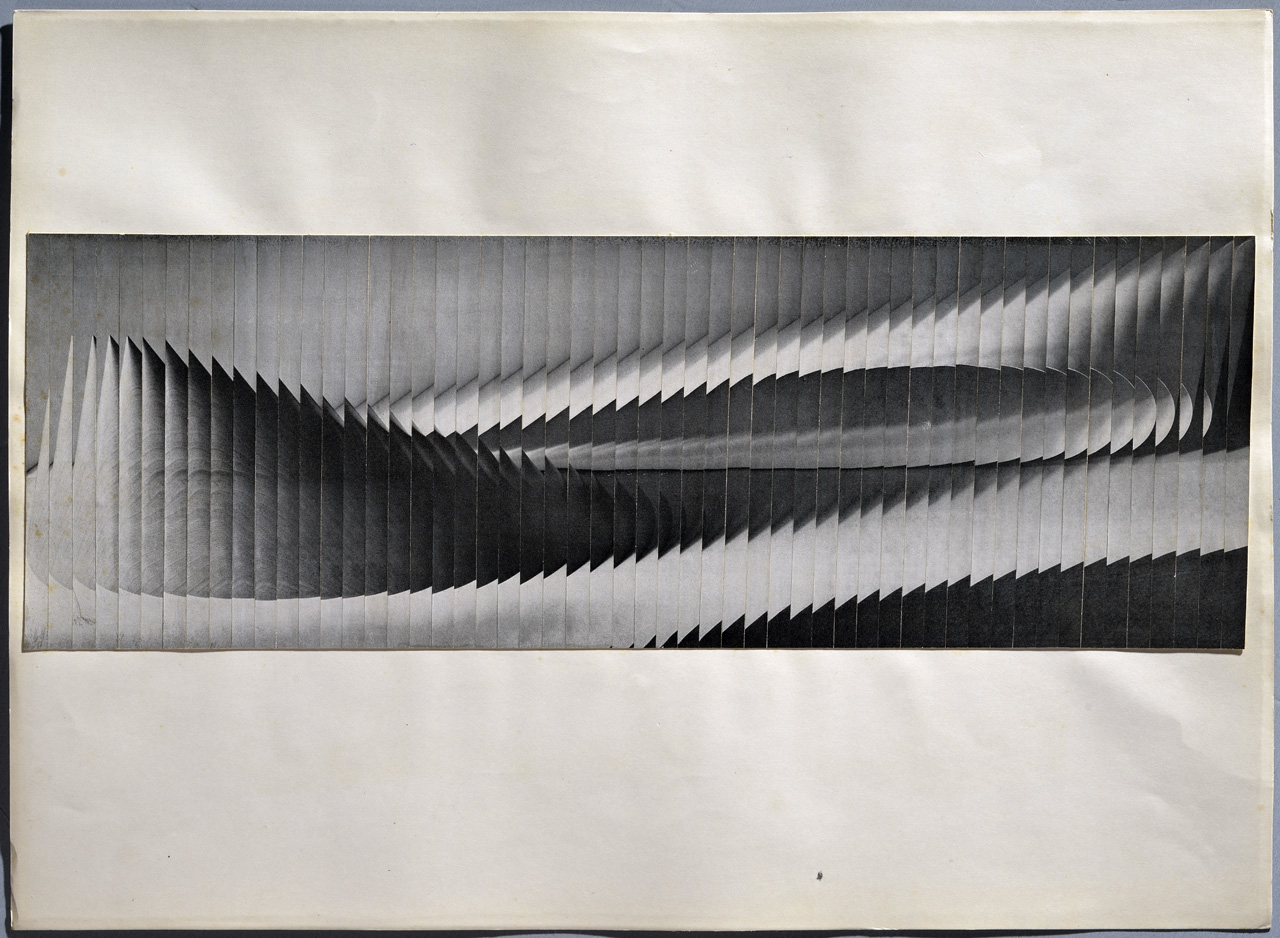
Jiří Kolář, Bez názvu (1959-1962), roláž
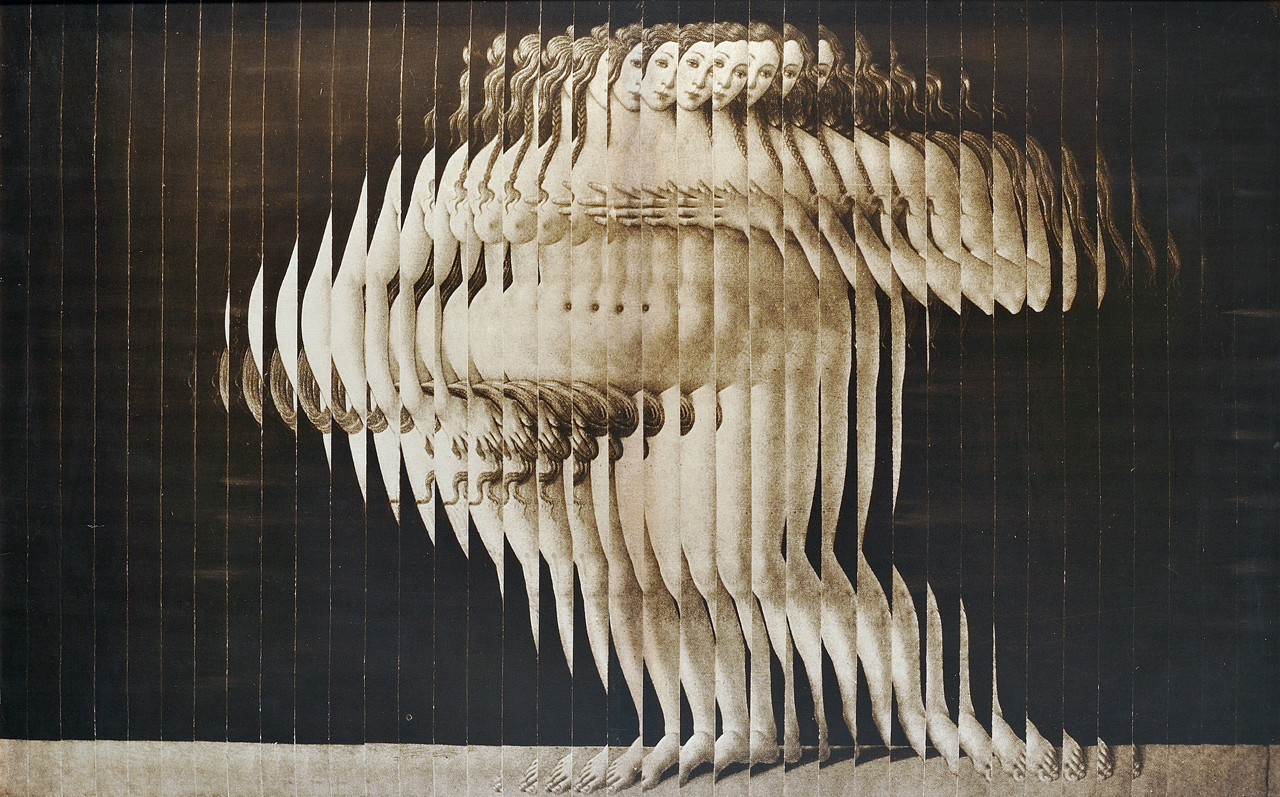
Jiří Kolář, Venuše - Botticelli (1968-1969), roláž
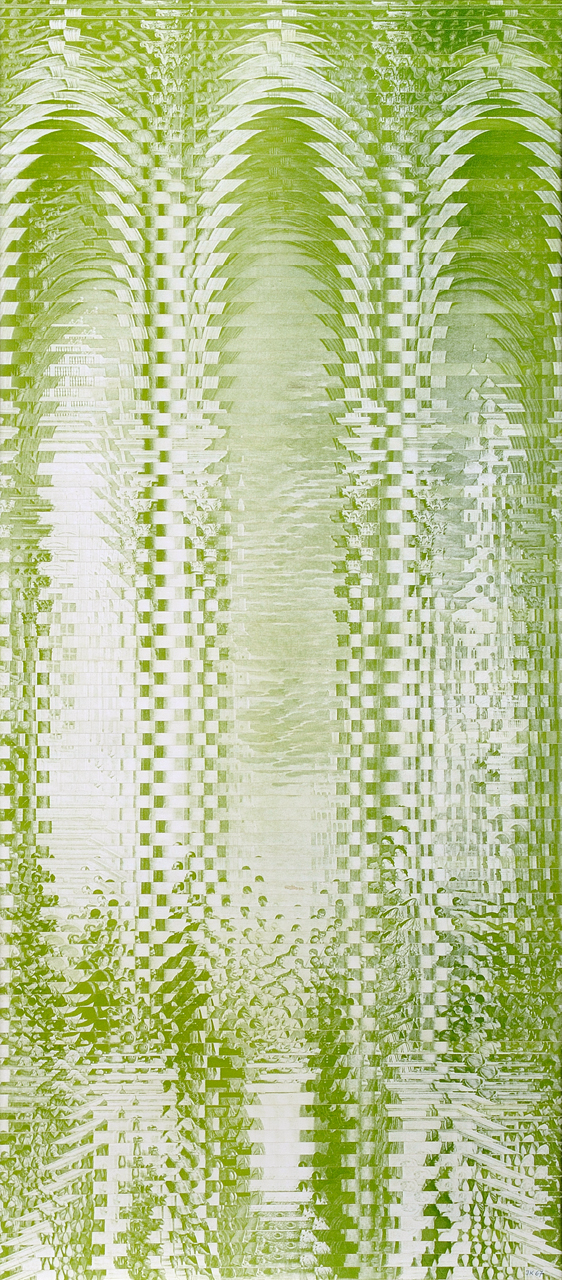
Jiří Kolář, Zelená večeře (1967), roláž
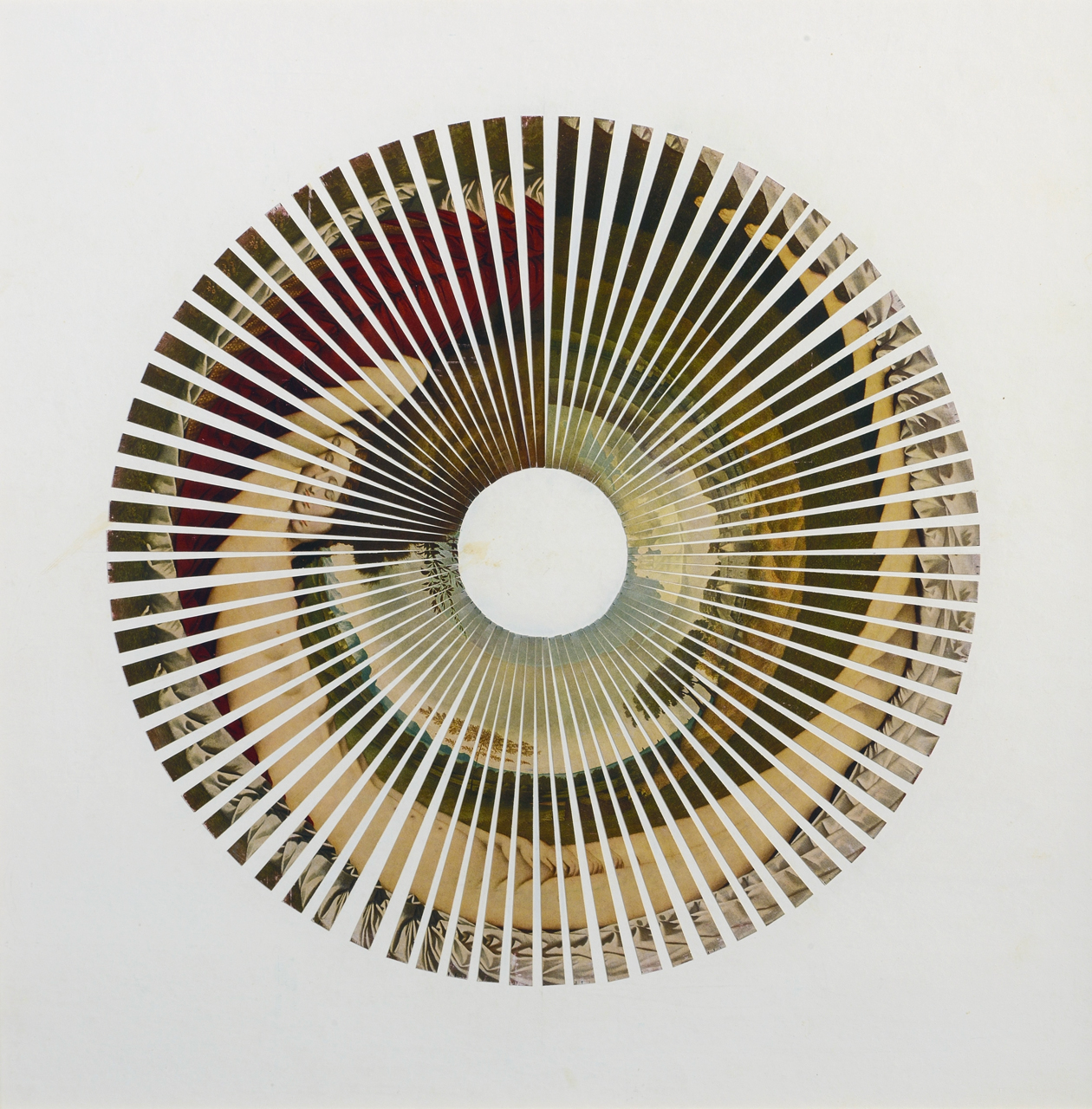
Jiří Kolář, Spící (1964)

#### Šachovnicová roláž (Kubománie)
Verze jednoobrazové roláže, kde je obraz rozdělen proužky v obou směrech a znovu složen ze čtverců v novém změněném pořadí (Jiří Kolář, Diskobolos, 1960)

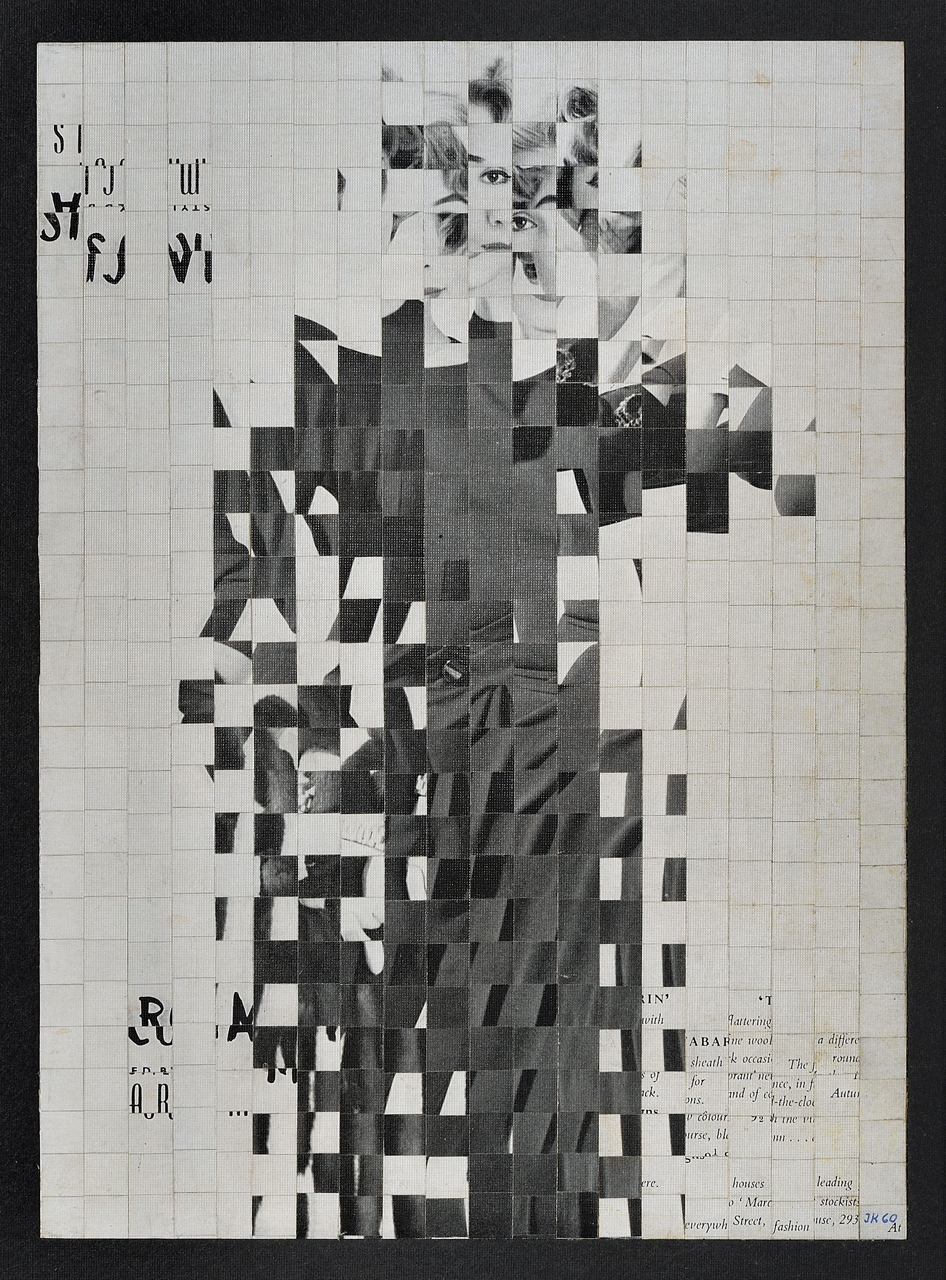
Jiří Kolář, Vždycky krásná (1960), roláž-kubománie
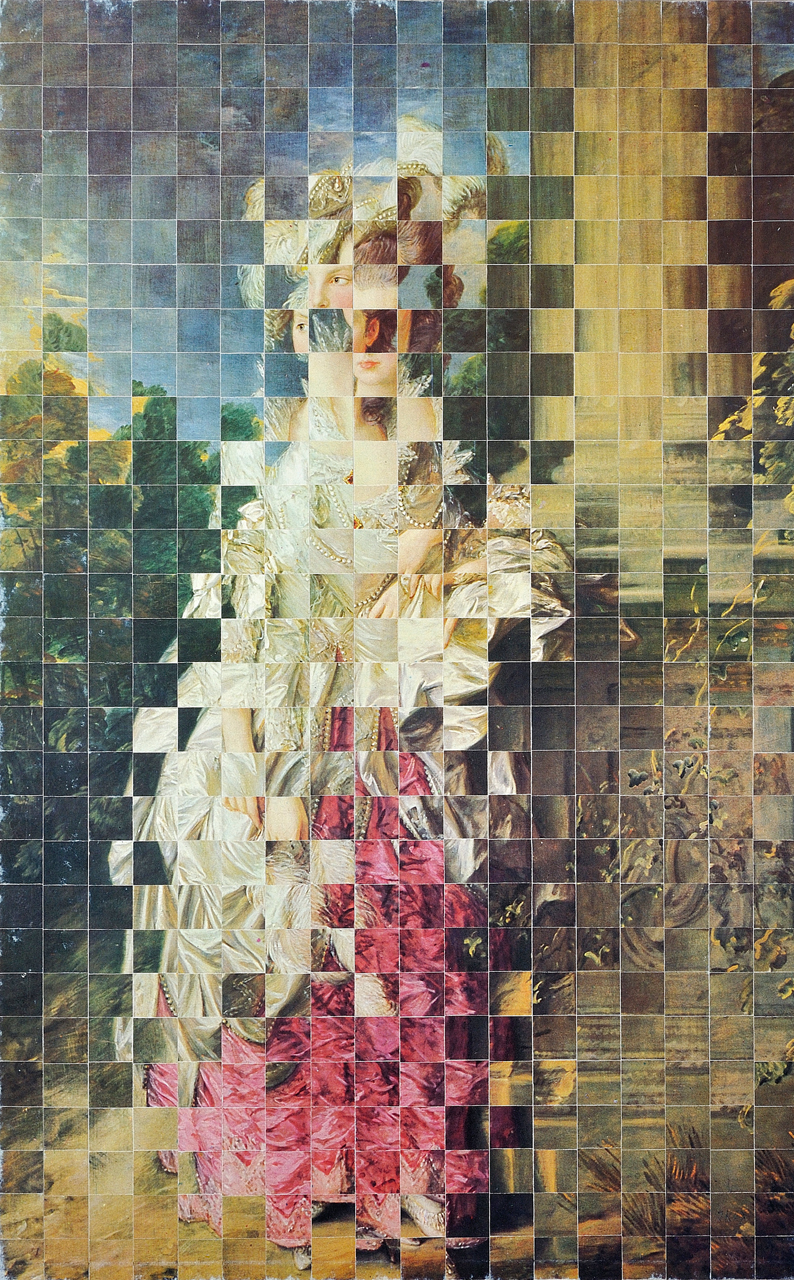
Jiří Kolář, Zamilovaná lady (1967), roláž-kubománie

#### Roláž kombinovaná z více obrazů
Střídáním proužků ze dvou (vzácně i více, Jiří Kolář, Tvář paměti, 1971) obrazů dochází k jejich prolnutí a vytvoření nové skutečnosti (Jiří Kolář, cyklus Pocta Vincentu van Goghovi, 1989). Rozklad původního obrazu záměnou pořadí proužků poskytuje vícepohledovost připomínající principy analytického kubismu.
Některé z prvních roláží vznikly nalepením proužků rozřezaného obrazu na druhý obraz v jiném než přísně paralelním uspořádání, které tak simulovalo pohyb (Jiří Kolář, Rozhovor v přírodě, 1959, Y-VII-Olesch, 1969). Složitější alternativou je rozřezání jednoho z obrazů šikmými řezy na trojúhelné klíny (Jiří Kolář, Bez názvu, 1959-62), na soustředné obdélníky (Jiří Kolář, David, 1960), meandrující pás nebo soustředné kruhy (Jiří Kolář, Tanec v ruinách, 1962)

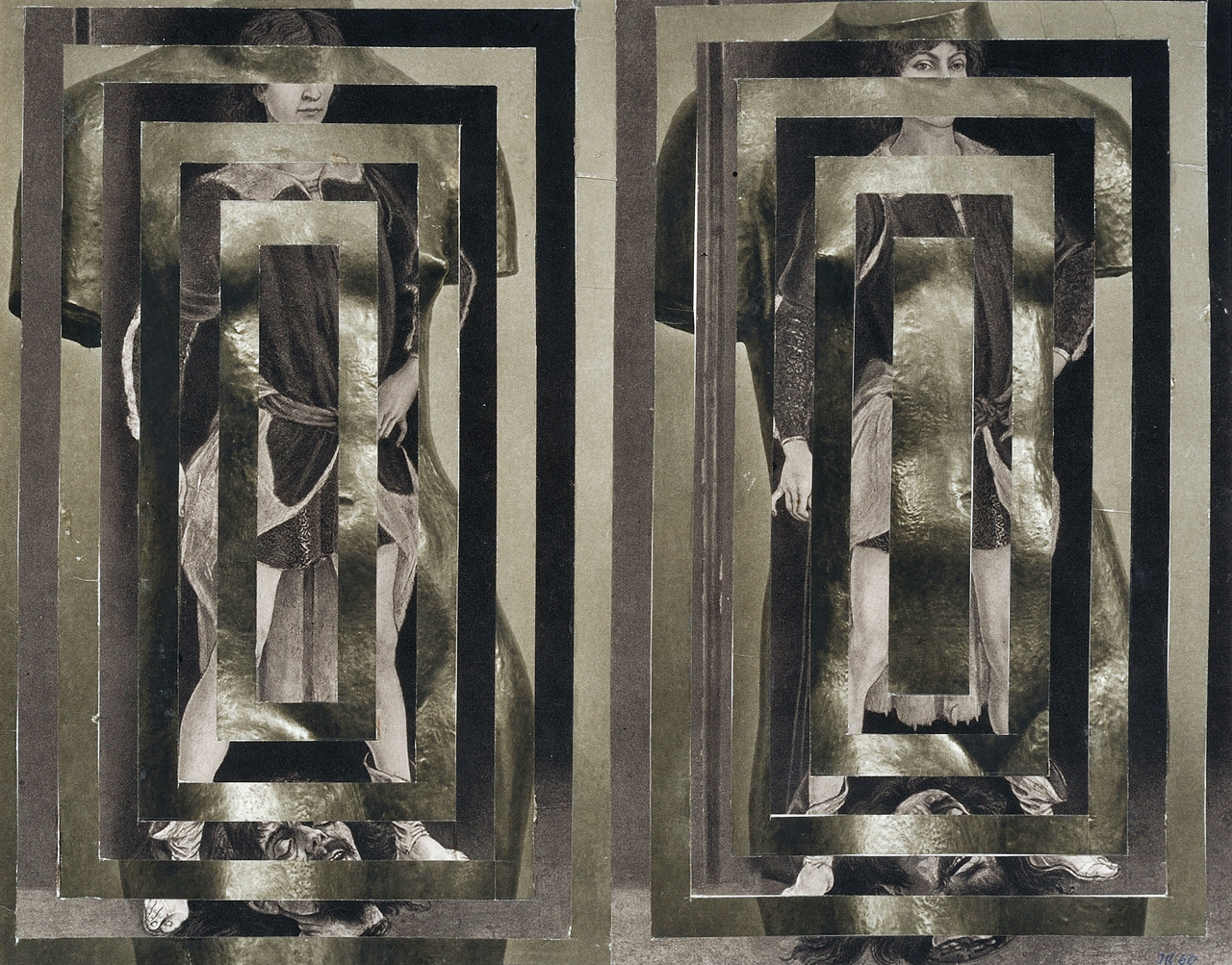
Jiří Kolář, David (1960), roláž
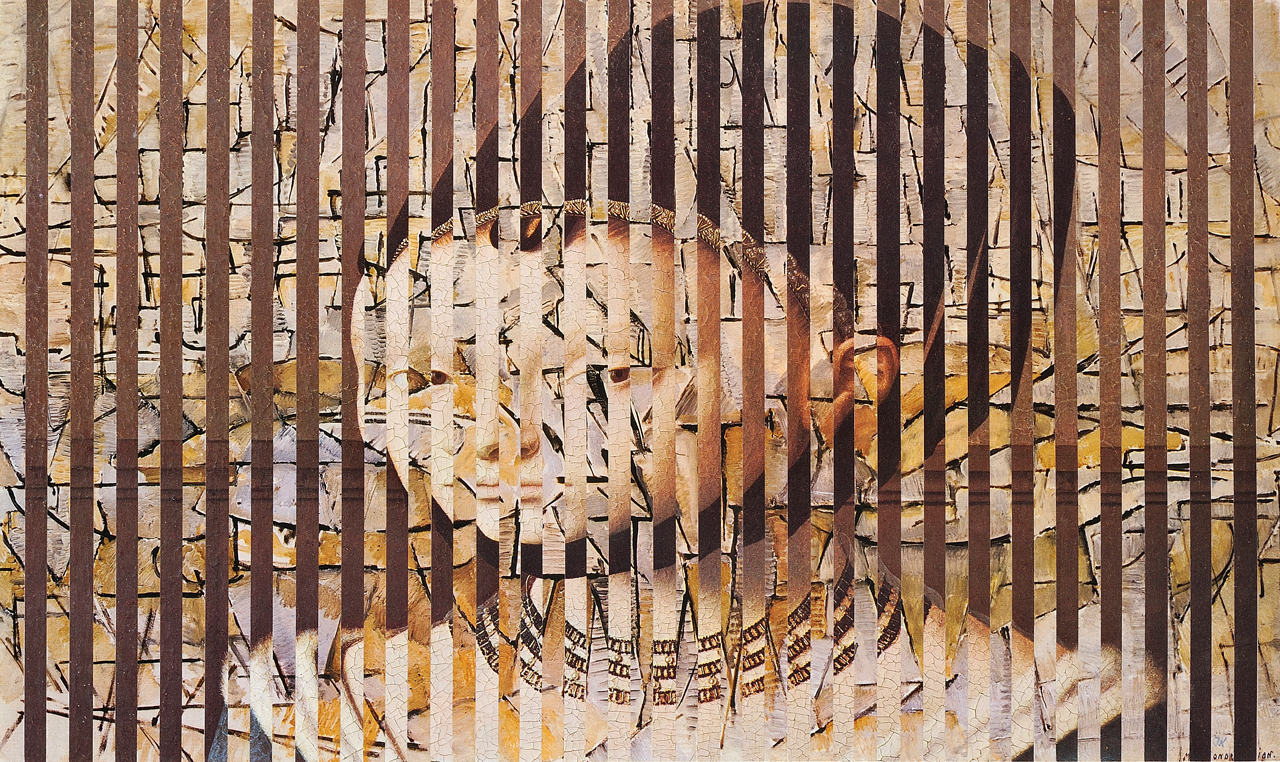
Jiří Kolář, Jednoho krásného dne (1968), roláž
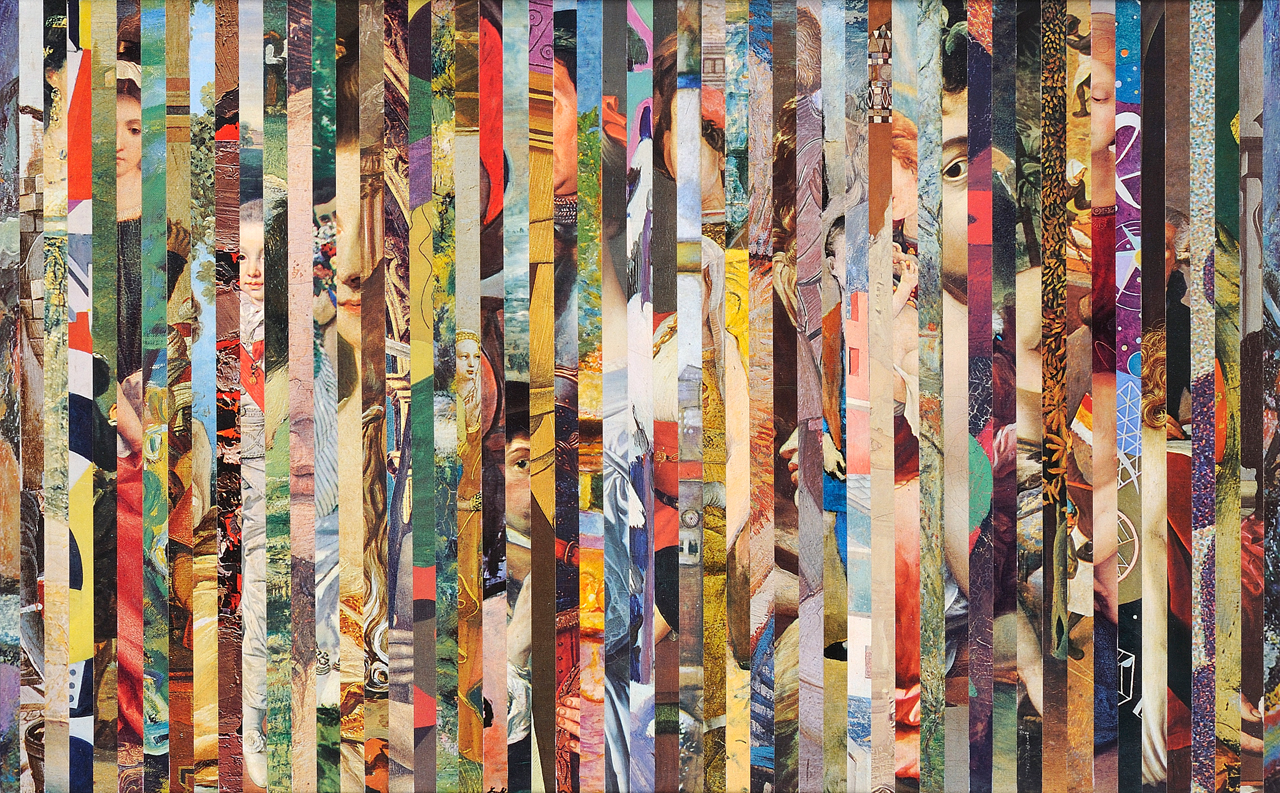
Jiří Kolář, Tvář paměti (1971), roláž

### Prostorová roláž (Ventiláž)
Efekt roláže je znásoben nalepením proužků pouze na jejich konci a vyklenutím do prostoru, křížením, apod. (Jiří Kolář, Úsměvy, Mondrian a hvězdy, 60. léta)
Kolář ve Slovníku metod uvádí: ...prvním impulzem vzniku byly vzduté záclony..., kdo chtěl napodobit vítr, vynalezl ventilátor. Zajímají mne potrhané plakátovací plochy, slavnostní, smuteční nebo vůbec dekorace v moci nečasu, stejně jako ženy v objetí větru.
Když bych se obrátil k živlům, kterým je vystaveno nitro každého člověka, k jeho třepetajícímu se vědomí nebo svědomí, často cárovatému životu a k nemilosrdnému dutí osudu, k náporu událostí obnažujících život až ke dřeni, dostal bych se k tomu, proč jsem ventiláže dělal nebo o nich přemýšlel.